# الخلالفة
الخلالفة (باللهجة المغاربية: اخلالفة)؛ هي قرية مغربية شمال المملكة. تنتمي الخلالفة لإقليم تاونات الجبلي. تضم هذه القرية 12.939 نسمة (إحصاء 2004).